# نادي إسطنبول بشاق شهر
نادي إسطنبول بشاك شهير لكرة القدم (بالتركية: İstanbul Başakşehir Futbol Kulübü)‏ هو نادٍ كرة قدم تركي يقع في بشاق شهر إحدى مديريات مدينة إسطنبول. تأسس النادي في عام 1990 باسم نادي بلدية إسطنبول الكبرى الرياضي (بالتركية: İstanbul Büyükşehir Belediyespor)‏ ووصلوا لأول مرة إلى الدوري التركي الممتاز في موسم 2007–08. يخوض الفريق مبارياته الرسمية على ملعب ملعب فاتح تريم ببشاق شهر في إسطنبول والذي يتسع لحضور ما يقارب 17 ألف متفرج، والمملوك من قبل وزارة الشباب والرياضة.
يعتبر إسطنبول بشاق شهر واحداً من خمسة فرق تلعب في الدوري التركي الممتاز ويقع مقرها في إسطنبول، جنبا إلى جنب مع كل من غلطة سراي ونادي فنربخشة ونادي بشكتاش ونادي قاسم باشا. في موسم 2016-2017، شارك الفريق في منافسات الدوري الممتاز وكأس تركيا ومنافسات الدوري الأوروبي. وفي موسم 2017–18 وصلوا إلى الأدوار الفاصلة في جولة التصفيات المؤهلة لدوري أبطال أوروبا. واستطاعوا الفوز بلقب الدوري لأول مرة في تاريخهم في موسم 2019–20.

## الإنجازات
- الدوري التركي الممتاز
  - البطل (1): 2019–20
  - الوصيف (2): 2016–17، 2018–19
- الدوري التركي الدرجة الأولى
  - البطل (1): 2013–14
- الدوري التركي الدرجة الثانية
  - البطل (2): 1992–93، 1996–97
- كأس تركيا
  - الوصيف (2): 11-2010، 11-2010

## وصلات خارجية
- (بالتركية) الموقع الرسمي